# Steirisches Heimatwerk
Das Steirische Heimatwerk ist eine Kultureinrichtung in Graz, Steiermark. Es ist das älteste Heimatwerk in Österreich und seit 1952 Mitglied im Kuratorium der Österreichischen Heimatwerke.
Das Heimatwerk hat sich seit seiner Gründung der Pflege und Weitergabe steirischem Brauchtums verschrieben. Hauptaugenmerk hierbei liegt auf steirischen Frauentrachten, bei deren Fortbestand und zeitgemäßer Umsetzung das Heimatwerk als beauftragte Stelle des Landes Steiermark maßgeblich beteiligt ist.

## Geschichte

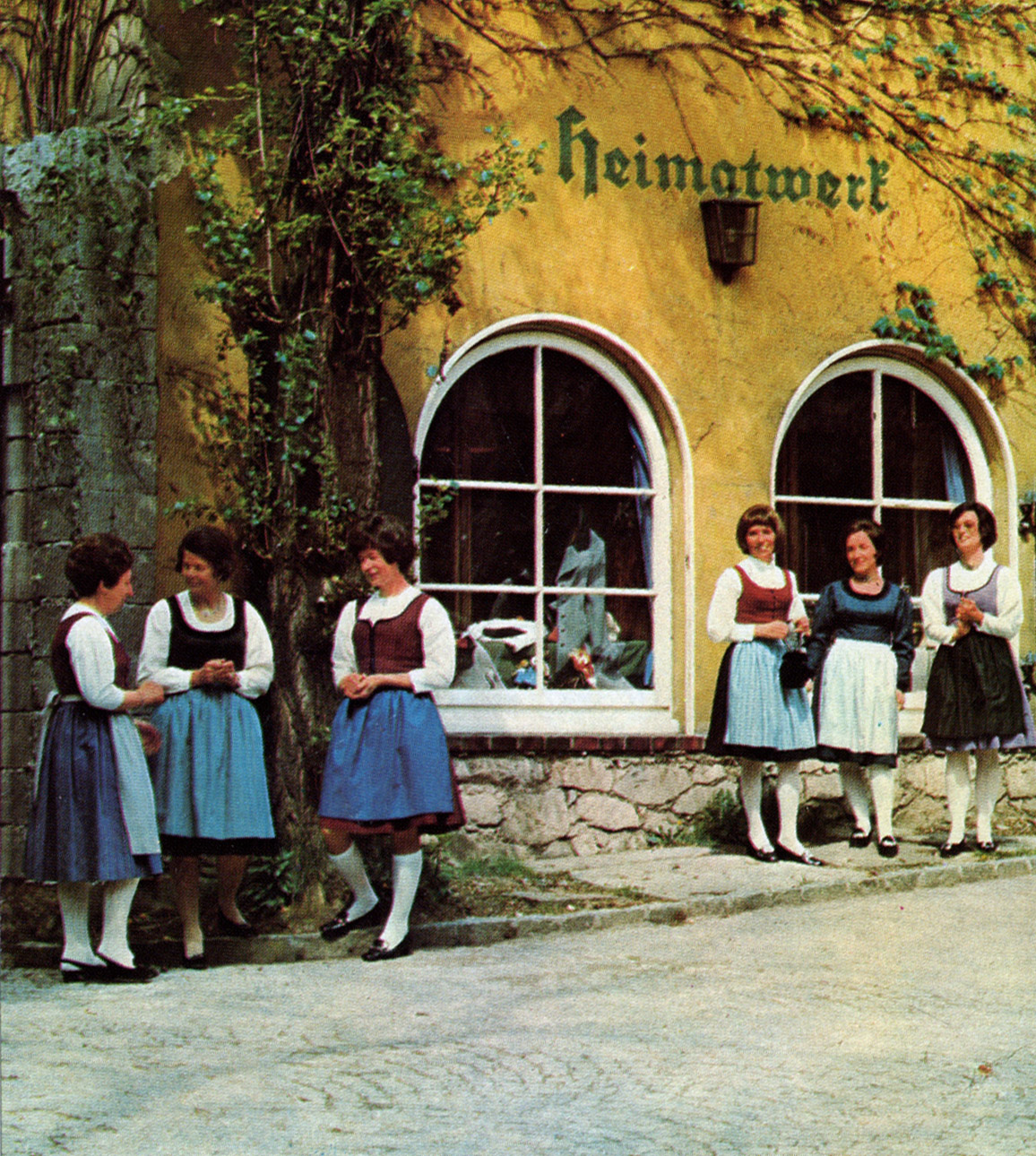
Geschäftslokal im Stöckl des Heimatwerkes

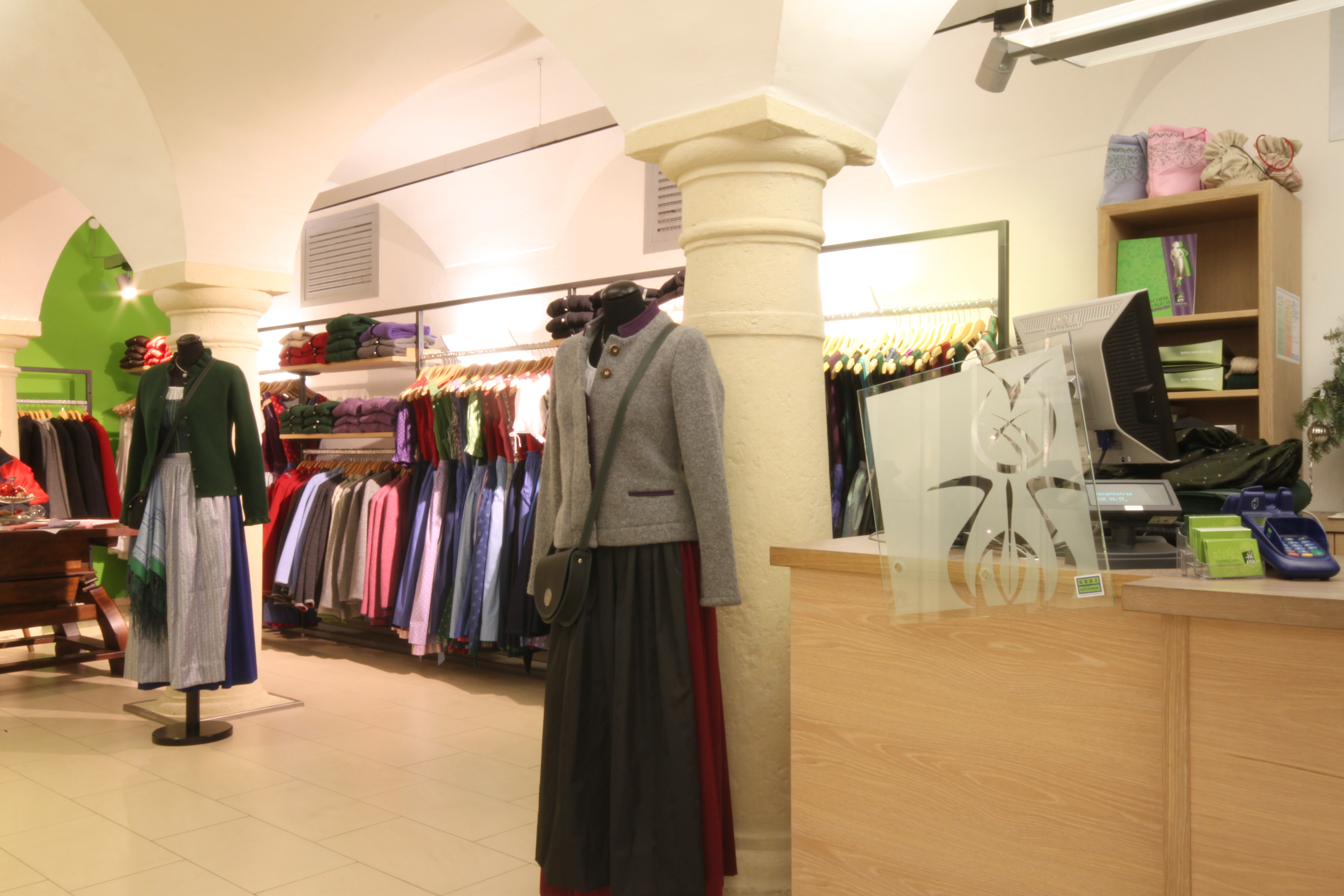
Geschäftsräumlichkeiten des Heimatwerkes seit Juli 2008

Der Grundstein für den Aufbau eines Heimatwerkes in der Steiermark wurde bereits sehr früh gelegt: 1915 geplant und 1917 realisiert wurde das Heimatwerk alsVolkskundliche Verkaufsstelle im Steirischen Volkskundemuseum in Graz geführt. Viktor Geramb, der hier als Initiator, wesentlicher Gedankengeber und Gestalter zu nennen ist, verfolgte konkrete Ziele: Er sah mit der Gründung die volksbildnerische Idee [...] der Nachahmungen von im Museum vorhandenen Originalen steirischer Volkskunst verwirklicht, und ließ dementsprechende Kunsthandwerksobjekte herstellen und verbreiten. Zugleich sollte das Erzeugen dieser Produkte das bäuerliche Hausgewerbe bzw. Kleingewerbe fördern.

### Umbenennung und Neueröffnung
Am 7. Juli 1934 konnte Viktor Geramb schließlich im „Stöckl“, einem Nebengebäude des Volkskundemuseums, eine eigene, vergrößerte Verkaufsfläche unter dem Namen "Steirisches Heimatwerk eröffnen. Es sollte Vorbild für alle weiteren Heimatwerke in Österreich werden und legte den Grundstein für das 1948 gegründete Heimatwerk in Salzburg.

### Filiale(n) in Kapfenberg
Bereits 1952 folgte die Gründung der zweiten steirischen Heimatwerkfiliale in Kapfenberg am Koloman-Wallisch-Platz. Eine weitere folgte im Jahr 1976 ebenfalls in Kapfenberg. In den Jahren 1980/81 wurden diese beiden örtlich sehr nahe beisammenliegenden Filialen vereint, umgebaut und neu eröffnet.

### Räumliche Veränderungen in Graz
Aufgrund der Platzknappheit im „Stöckl“ des Volkskundemuseums und dem Wunsch nach einer Filiale in der Grazer Fußgängerzone wurde im Jahr 1976 in der Sackstraße 16 ein Geschäftsbetrieb aufgenommen und für 10 Jahre gehalten, bevor er im Jahr 1986 an den Standort Herrengasse 10 übersiedelte.
In der Paulustorgasse 4 und somit in naher Umgebung des Volkskundemuseums wurde in den Jahren 1978/79 zudem eine neue, größere Unterkunft für das Steirische Heimatwerk gefunden und der Gründungsstandort im „Stöckl“ endgültig aufgelassen.

### Eingliederung in die Volkskultur Steiermark GmbH
Seit Juli 2008 sind beide Geschäftslokale wieder in einem gemeinsamen Gebäude untergebracht. Mit der Gründung der Volkskultur Steiermark GmbH und der Eingliederung des Heimatwerkes in die Gesellschaft zogen die beiden Grazer Filialen in extra für das Heimatwerk adaptierte Räumlichkeiten in der Sporgasse 23. Auf nunmehr zwei Ebenen haben die Kunden Zugang zum Trachtenbereich und steirischem Kunsthandwerk. Auch die Schneiderei des Heimatwerkes, in der sämtliche im Heimatwerk verkauften Trachten handgefertigt werden, siedelte in dasselbe Gebäude, um kurze Produktionswege zu gewährleisten.

## Froschgoscherl & Kittelblech
Mit "Froschgoscherl & Kittelblech - Die Arbeitsblätter der Frauentrachten im Steirischen Heimatwerk" veröffentlichte die Volkskultur Steiermark GmbH im Frühjahr 2010 eine Sammlung aller bis zu diesem Zeitpunkt bekannten steirischen Alltags-, Sonntags-, Handwebe- und Festtagstrachten ergänzt um Fachbeiträge zu ihrer Entstehungsgeschichte. Bereits im Dezember desselben Jahres wurde eine zweite, erweiterte Auflage nötig, da die erste Auflage kurz nach Erscheinung vergriffen war. Die zweite Auflage umfasst insgesamt 269 steirische Frauentrachten und wurde um eine "Trachtenlandkarte der Steiermark" erweitert.